# Iglesia de San Pedro (Ciudad Real)
La iglesia de San Pedro es un templo gótico en la ciudad española de Ciudad Real, declarado Bien de Interés Cultural.

## Historia

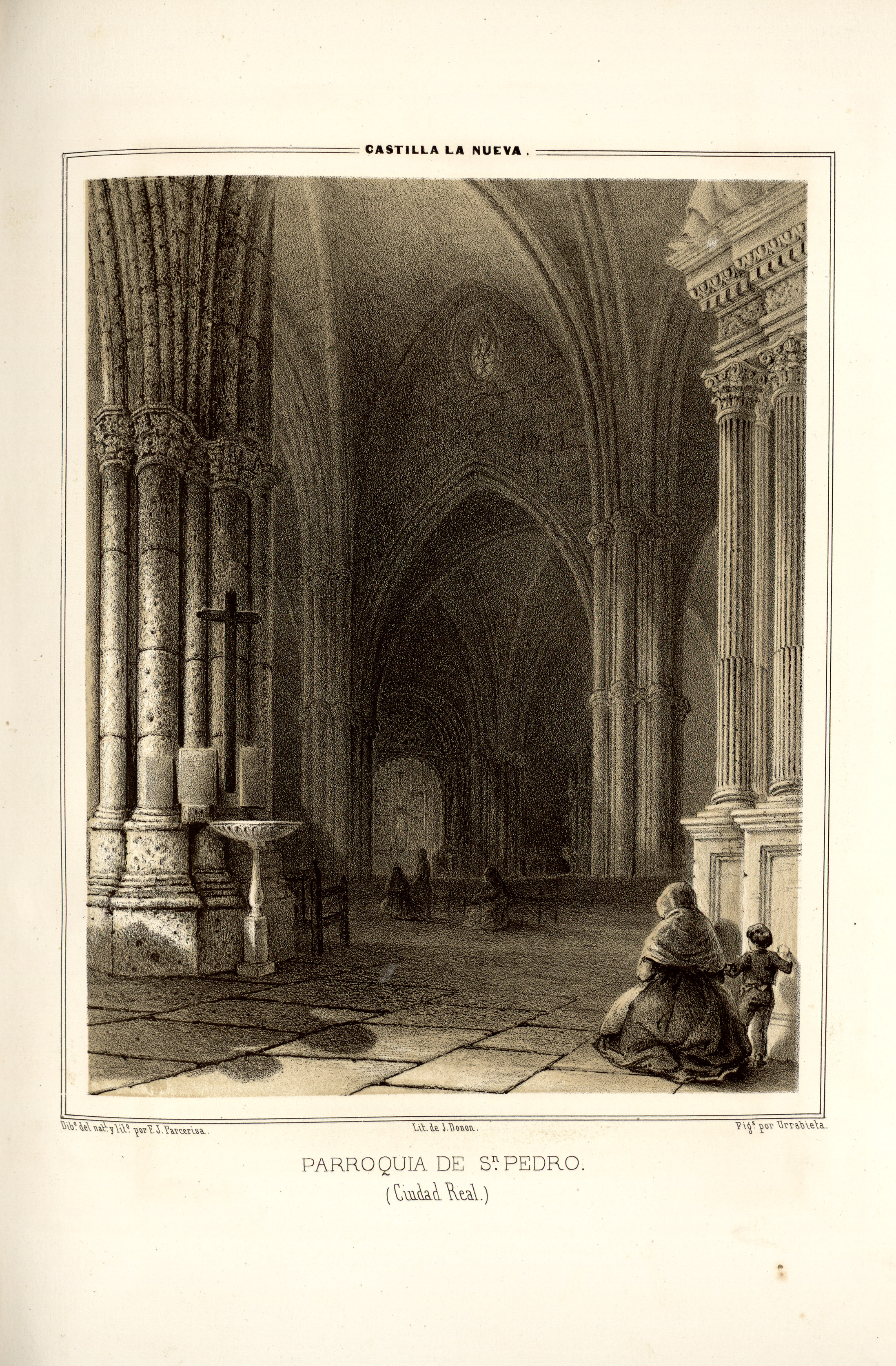
Interior de la iglesia a mediados del siglo XIX en Recuerdos y bellezas de España. Dibujo y litografía de Parcerisa, figuras de Urrabieta.

Mandada a construir por los Caballeros de la Flor y Nata de Ciudad Real (Velarde, Céspedes y Treviño) en la segunda mitad del siglo XIV. En su origen, este templo estuvo dedicado tanto a san Pedro como a san Pablo y no terminó siendo construida según los planos originales al ir realizando añadidos en los estilos artísticos que se sucedían, además de por los problemas que fueron surgiendo en su construcción, lo que la obligó a tener ese aspecto de fortaleza con una baja altura en su nave central respecto a las laterales y esos gruesos contrafuertes en el lado norte. Fue finalizada durante el siglo XV y junto a la iglesia de Santiago y la de Santa María, actual catedral, formó en tiempos de la concesión del título de Ciudad a la villa (1420), el triángulo religioso de la ciudad, actuando cada iglesia como núcleo de cada barrio.
Según Ramírez de Arellano, la parroquia contrató en 1615 al arquitecto ciudarealeño la construcción de un coro a los pies de la iglesia, lugar donde también se encontraba, en 1765, al altar de Nuestra Señora de la Guía, de estilo churrigueresco con la imagen de dicha virgen sobre una silla de plata y de espaldas al altar mayor. En 1755 se produjo el terremoto de Lisboa que provocó la destrucción del techo y el incitamiento de una de las columnas interiores.
Durante la guerra civil española una milicia anarquista del Batallón Torres de Valdepeñas, llevó a cabo varias acciones anticlericales como la destrucción de parte del patrimonio artístico del templo, como imágenes religiosas, partes del coro, de la sillería y del altar y el retablo de alabastro de la Virgen de Loreto de la Capilla de Alonso de Coca. Esta milicia usó el templo como garaje de tanques y la torre fue armada con metralletas, al ser uno de los puntos más altos de la ciudad en aquel momento.
Desde 1948 hasta 1989, la parroquia fue regentada por los Padres Claretianos.
Fue declarada monumento histórico-artístico en 1974. En la actualidad cuenta con el estatus de Bien de Interés Cultural.
Su identificador es RI-51-0003948.

## Edificio

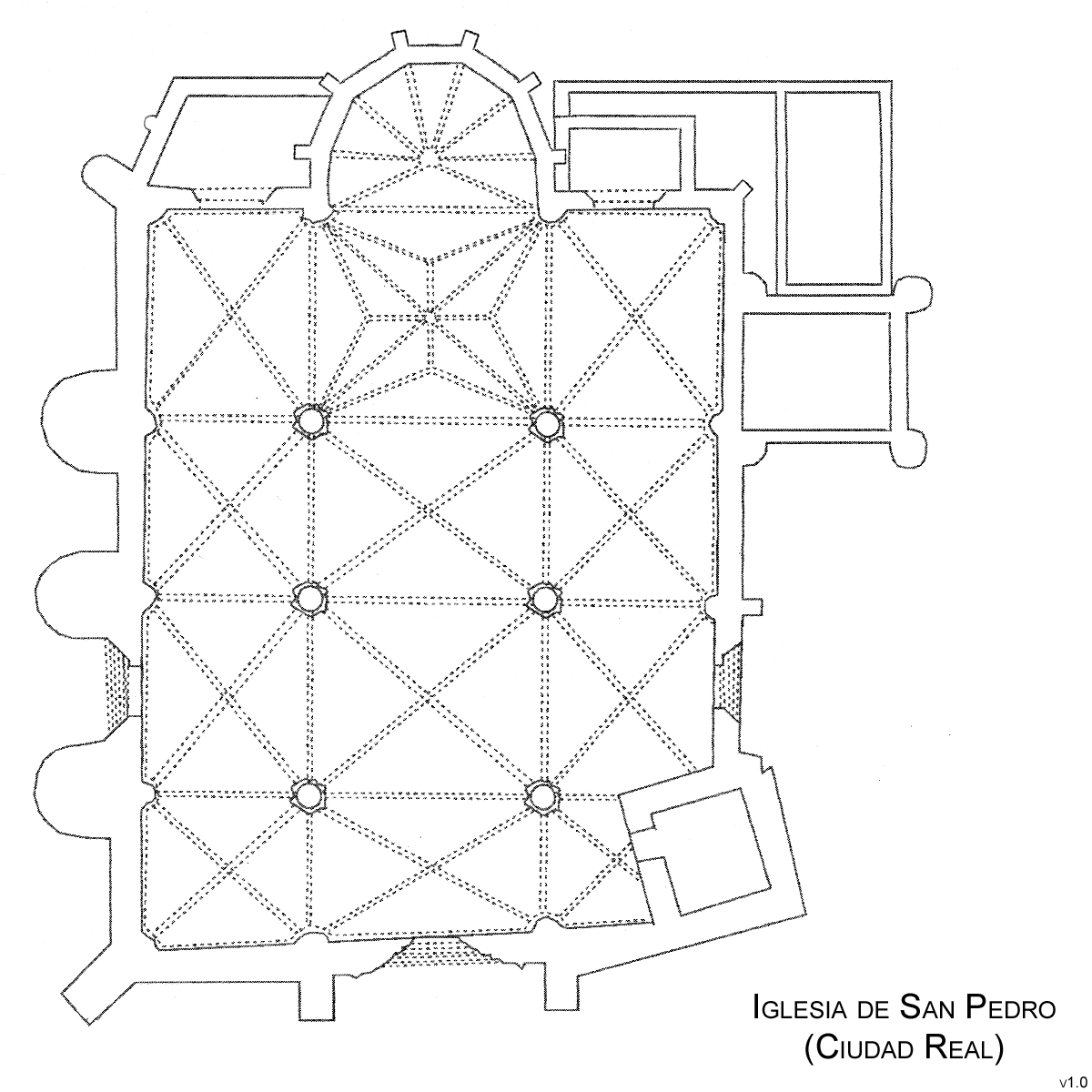
Planta de la iglesia de San Pedro.

### Planta
La planta de la iglesia es basilical y de tres naves separadas por pilares fasciculados con ocho columnas adosadas. Las naves están compartimentadas en cuatro tramos, siendo el más grande el más cercano al ábside y más pequeño el más cercano a los pies y de un tamaño medio los dos centrales. La nave central es algo más ancha y un poco más alta. La iglesia, a pesar de su robustez, es claro ejemplo de los dictados del gótico, buscando unos interiores abiertos y luminosos. Las bóvedas de las naves son de arista y la bóveda central correspondiente al crucero es de tercelete, siendo por tanto la de mayor belleza. La cabecera es de un solo ábside poligonal de siete pequeños lados y cubierto con bóveda nervada de plementos. Cuenta con ventanas geminadas ojivales en los cinco vanos centrales. Según se sucedían los años las naves fueron ganando capillas, hasta un total de tres. Dos de ellas a ambos lados del ábside y la de mayor tamaño e importancia se construye en el lado Sur.

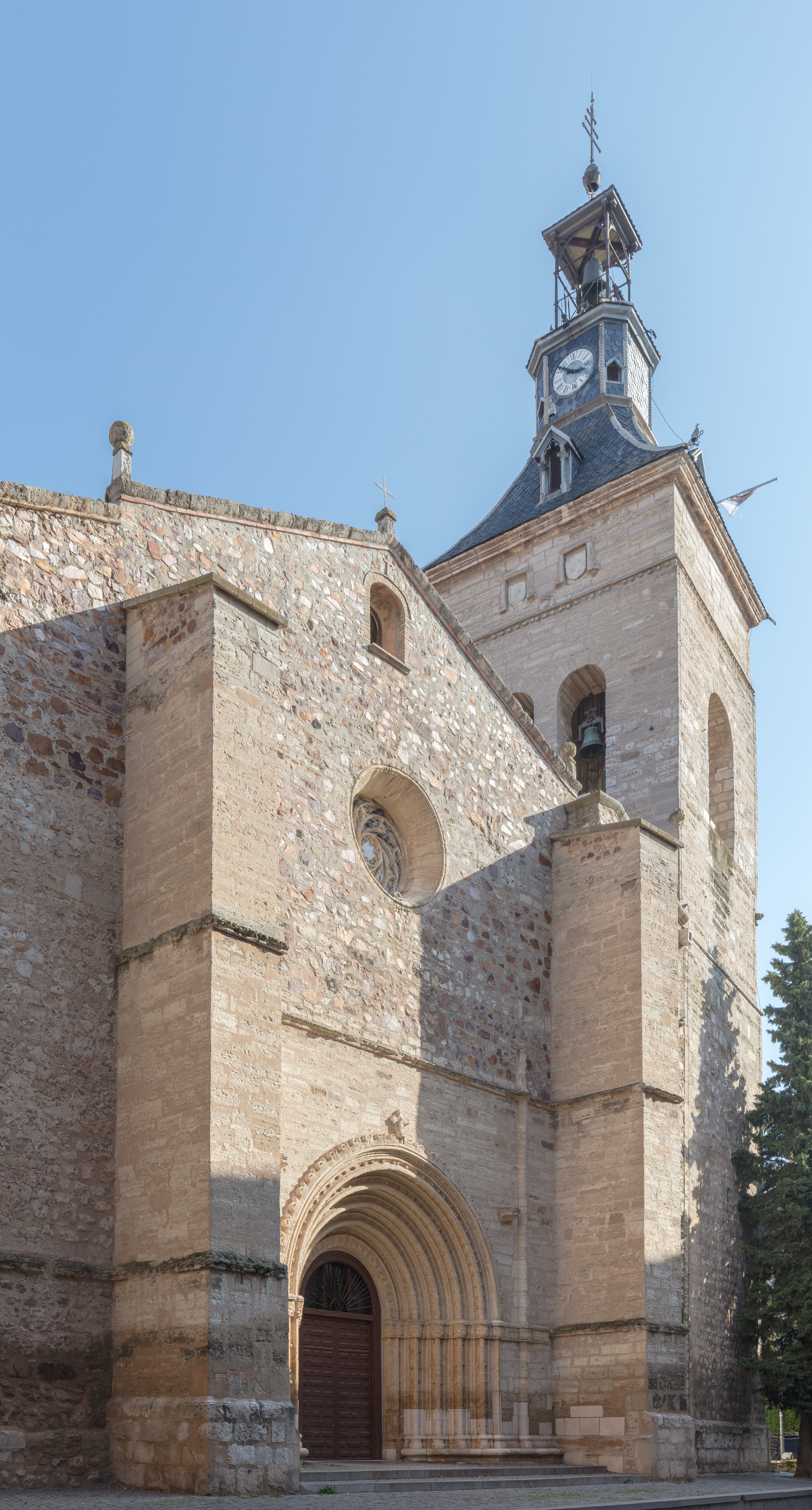
Torre y campanario.

### Torre
La sencilla torre, que está integrada en la iglesia al estar adosada al muro, irrumpe por el lado suroeste de la planta. Cuenta con una base de aproximadamente un metro de altura y dos grandes cuerpos de igual altura pero siendo el primero algo más grueso que el segundo, que es el que tiene dos vanos a cada lado y donde se ubican las campanas. Finalmente cuenta con un tercer cuerpo de pequeño tamaño y con decoración de escudos heráldicos. El chapitel de pizarra y estilo neogótico fue construido en el siglo XVIII y cuenta con dos relojes de aguja, cuatro pequeñas ventanas de arco gótico con el escudo del Vaticano sobre ellos y una pequeña campana con techumbre que remata la torre.

### Portadas
La iglesia cuenta con tres portadas:

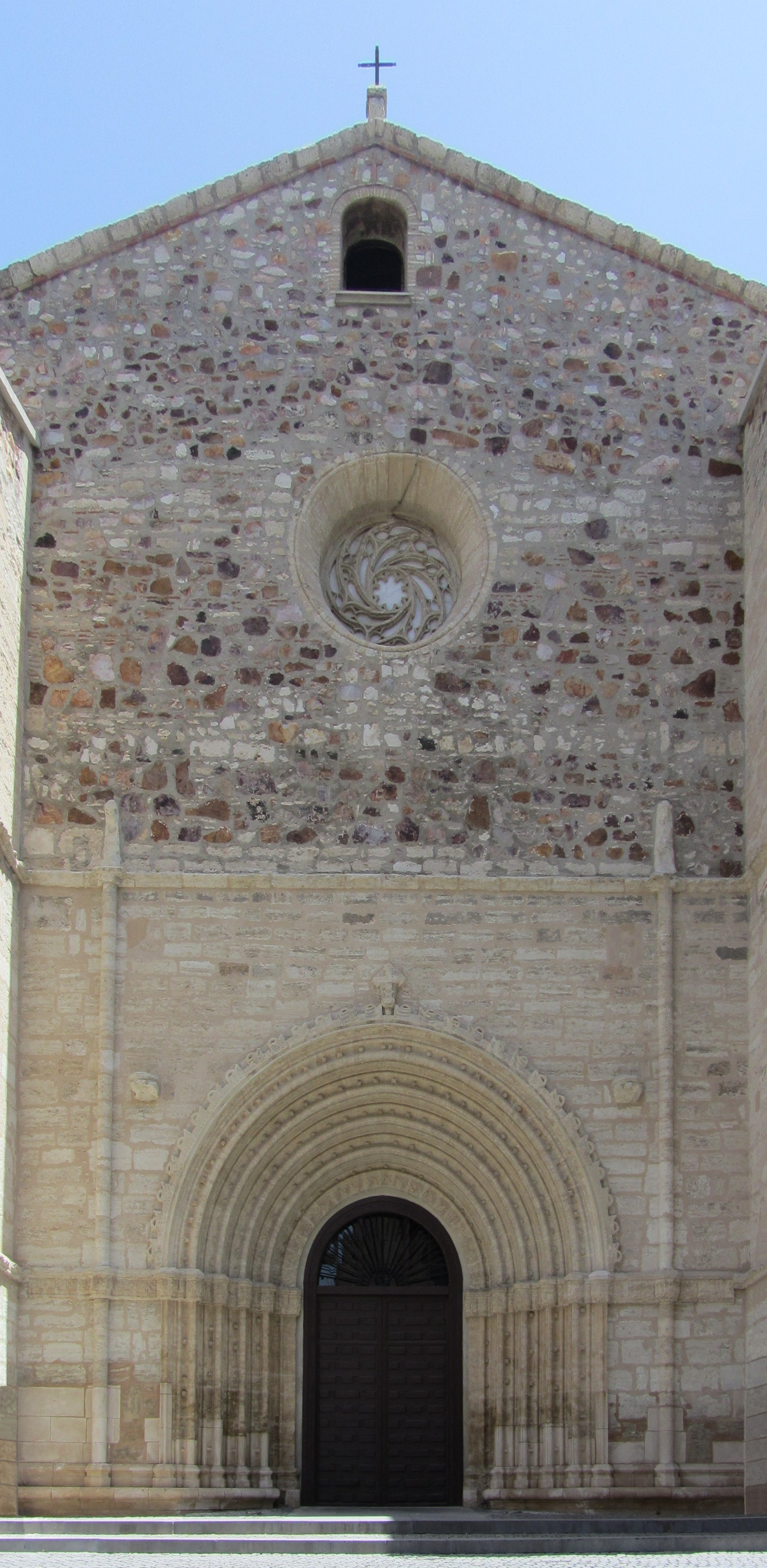
Puerta del Perdón.

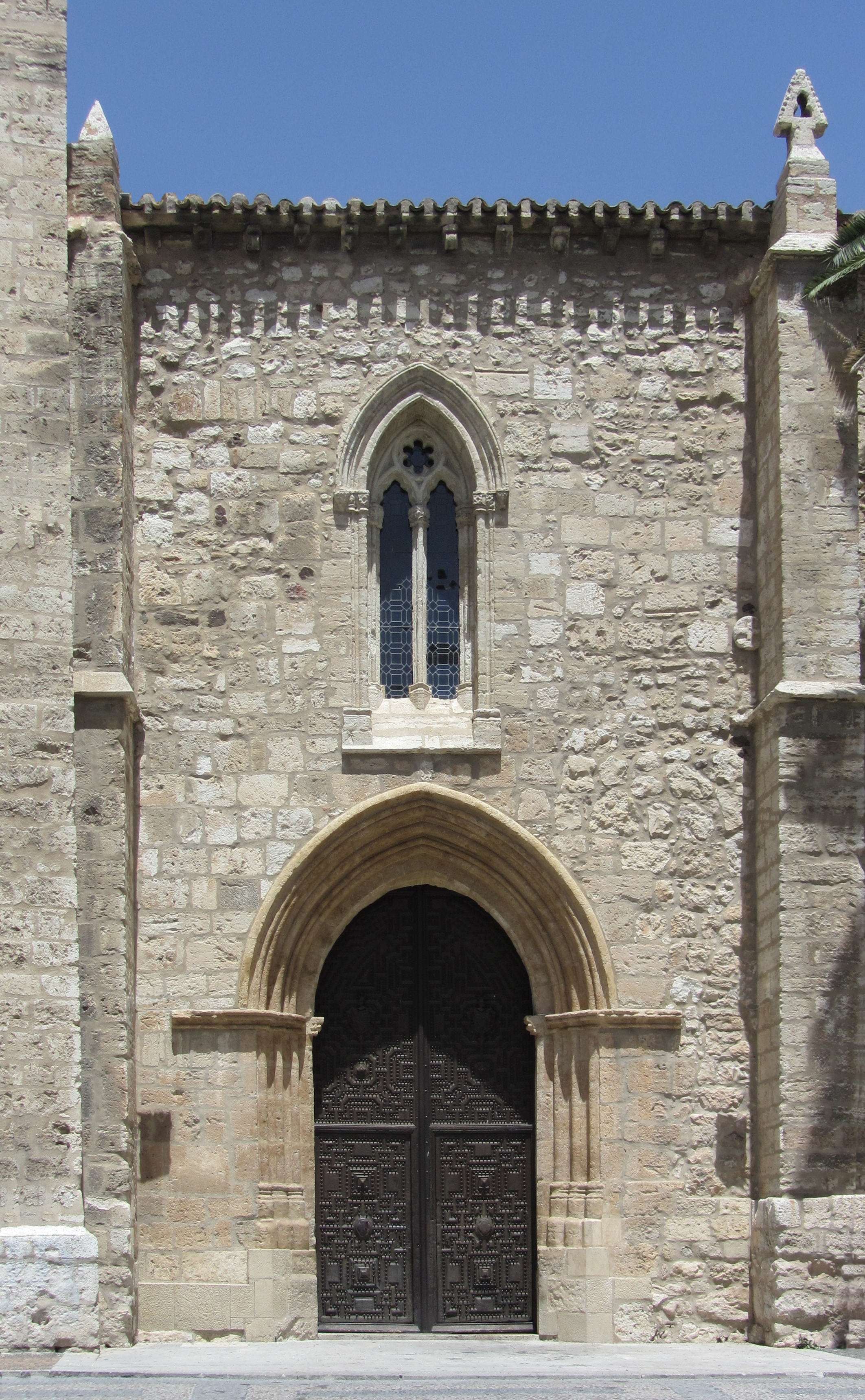
Puerta del Sol.

- La Puerta del Perdón es así llamada a causa de que desde 1302 se ubicó frente a ella la cárcel de la Santa Hermandad. Esta portada de reminiscencias románicas y decoración arcaica puede ser también considerada como gótica. Probablemente fuese en un inicio la entrada principal al templo. Consta de tres calles separadas por dos marcados contrafuertes y con los arcos de entrada en la calle central, marcando así las tres naves. Una moldura de baquetón divide la calle central en dos cuerpos, habiendo en el superior un rosetón de tracería calada de clara ascendencia mudéjar y cuyo tema, según Elena Sainz Magaña, es el de la rueda giratoria y el movimiento continuo, es decir, la luz como divinidad. En el cuerpo inferior un arco ligeramente apuntado está enmarcado por dos columnillas adosadas. Esta arco está decorado en puntas de diamante y sobre éste se cuentan hasta cuatro arquivoltas baquetonadas adornadas con rosetas que se prolongan en las jambas. La última arquivolta cuenta con abundante y arcaica decoración vegetal y en la clave una cruz de piedra adosada al muro. Un capitel corrido con decoración vegetal se prolonga hasta una moldura rectangular decorada hasta los contrafuertes que después se prolonga por las calles laterales de la portada. A ambos lados del arco hay repisas, los cuales pudieron servir para albergar las esculturas de San Pedro y San Pablo.

- La Puerta de la Umbría está ubicada en el lado norte y se cree que pudo tener un desarrollo lateral muy parecido al de la puerta del Perdón, pero los dos grandes contrafuertes que la enmarcan impide comprobarlo. El arco, algo más apuntado que el anterior y de carácter arábigo al estar polilobulado, está además decorado con pequeñas rosetas. Sobre él hay tres arquivoltas baquetonadas y otra exterior de idéntica decoración que su correspondiente en la puerta del Perdón. Igualmente, el capitel corrido con decoración vegetal de racimos y hojas y las jambas con medias columnillas son también muy semejantes a las de dicha puerta. Sobre el arco se encuentra un pequeño rosetón descentrado del eje del arco y de tracería diversa, compuesto de un círculo central que a su vez está rodeado de otros ocho semicirculos. Este rosetón fue construido posteriormente para iluminar el desaparecido coro.

- La Puerta del Sol es en comparación con las anteriores la más sencilla y probablemente la más antigua, pues a pesar de tener el arco más apuntado y por ello parecer la más gótica de las tres, su estructura tiene reminiscencias románicas. El arco apuntado abocinado posee un capitel corrido sin decoración y medias columnillas en las jambas. Sobre la puerta y en el eje del arco hay una ventana geminada rematada en tetralóbulo y que probablemente en su momento contaría con una bella vidriera. Las puertas de madera poseen un rico claveteado y un par de escudos heráldicos en la parte superior. A finales del siglo XVIII se construyó frente a la portada un porche que fue retirado posteriormente. Actualmente es la entrada principal al templo.

### Capillas

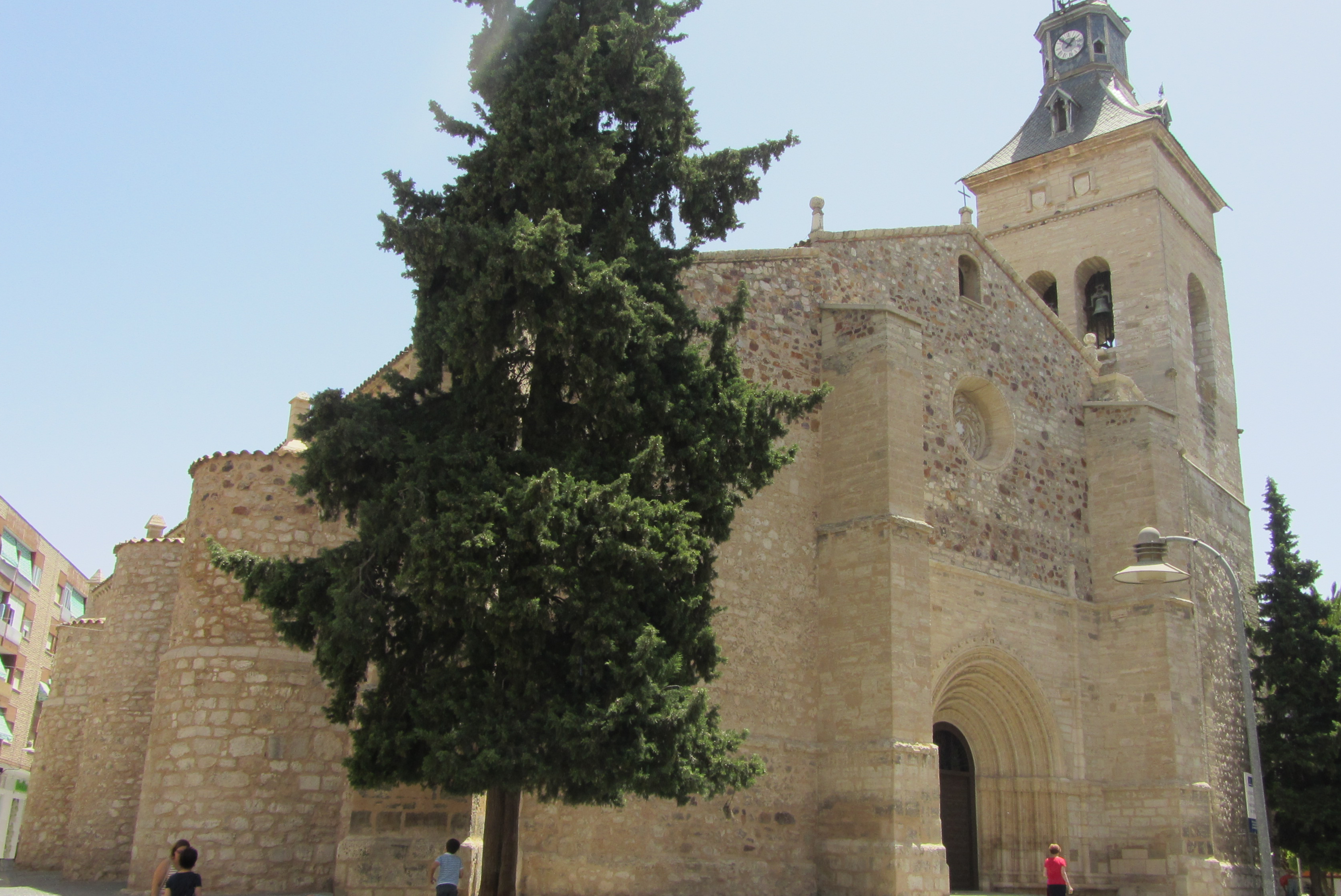
Fachadas norte y oeste.

Hay un total de tres capillas, dos de ellas a cada lado del ábside y la otra, la de los Coca, en la nave sur.
- La Capilla de los Coca alberga el sepulcro yacente del Chantre de Coria y Confesor de Isabel I de Castilla, Fernando de Coca, obra hispano flamenca del siglo XV con clara semejanza con el Doncel; junto con los sepulcros en el suelo de sus padres y un retablo de alabastro de la Virgen de Loreto.

- La Capilla de los Veras fue fundada por la familia de los Veras a principios del siglo XVI y dedicada al Santísimo Cristo de la Oración y a Nuestra Señora de Guadalupe. Desde 1827 hasta la última restauración del presbiterio recibía culto en esta capilla el Santísimo Cristo del Perdón y de las Aguas, que hoy se encuentra en el altar mayor. Actualmente aquí se encuentran las imágenes del Inmaculado Corazón de María y de San Antonio María Claret. La capilla cuenta en su interior con arcos góticos flamigeros en las bóvedas. En 1650 la capilla pasó a ser propiedad de la iglesia.

- La Capilla del Nazareno (antigua Capilla de San Juan Bautista) fue mandada construir por orden de Doña Juana Monzolo Treviño de Loaisa en tiempos de los Reyes Católicos como se puede observar en la bella reja isabelina del siglo XVI que da acceso a la capilla y que cuenta con el escudo de los RR.CC. en la parte superior. En el exterior, la capilla muestra dos escudos blasonados, aunque actualmente se encuentran muy deteriorados. En el interior encontramos arcos góticos flamígeros y bóveda estrellada, características de un gótico más avanzado. La portada está adornada con florones, figuras dantescas, carátulas, etc. En la jamba derecha del arco de entrada a la capilla se encuentra la imagen de santo al que se le dedicó la capilla originariamente. Desde el siglo XIX se venera en su interior a Jesús Nazareno (Antonio Illanes Rodríguez, 1940), que perteneció al antiguo convento de Santo Domingo y otra de la Santísima Virgen de la Misericordia (Juan Ventura, 1989). En el retablo de Jesús Nazareno se veneran además las imágenes de San Blas, Santa Rita y Santa Teresita del Niño Jesús. En la Capilla recibe culto también Santa Gema Galgani y Nuestra Señora de Fátima.

## Devoción

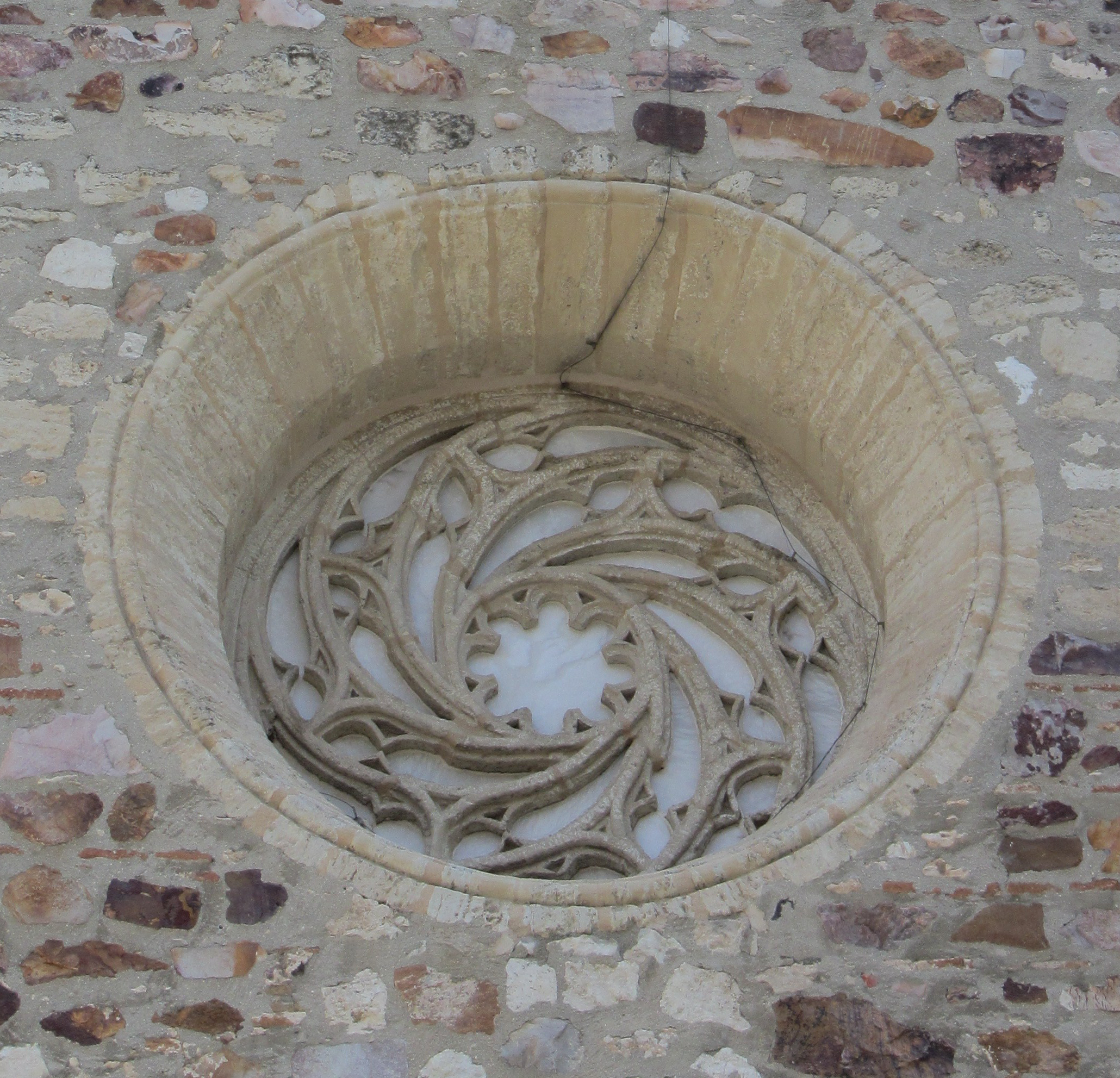
Rosetón sobre la puerta del Perdón, de tracería calada de clara ascendencia mudéjar, cuyo tema es el de la rueda giratoria y el movimiento continuo, es decir, la luz como divinidad.

- Durante la Semana Santa de Ciudad Real, declarada de Interés Turístico Nacional, ocho hermandades inician y terminan su recorrido procesional desde este templo:

- Hermandad del Silencio (Madrugada del Jueves Santo). La procesión de la Virgen del Mayor Dolor se celebra la noche del Martes, meditando los Siete Dolores de la Virgen.
- Hermandad de Jesús Nazareno (Domingo de Pasión y Madrugada del Viernes Santo)
- Hermandad de la Oración en el Huerto de los Olivos (Viernes Santo)
- Hermandad del Encuentro (Viernes Santo)
- Hermandad de Nuestro Padre Jesús Caído (Viernes Santo)
- Hermandad del Perdón y de las Aguas (Viernes Santo)
- Hermandad de la Virgen de la Misericoria (Viernes Santo)
- Real Cofradía de Nuestra Señora de la Soledad (Sábado Santo)
La primera de las procesiones es la de Jesús Nazareno en la tarde del Domingo Quinto de Cuaresma (Domingo de Pasión). La imagen del Señor volverá a salir a las 0 horas del Viernes Santo.
En plena Semana Santa, destaca la salida de la procesión del Silencio a las 3 de la madrugada del Jueves Santo, con las imágenes del Santísimo Cristo de la Buena Muerte y la Virgen del Mayor Dolor.
Cinco son las hermandades que salen en procesión en la mañana del Viernes Santo: Oración en el Huerto, El Encuentro, Jesús Caído, Cristo del Perdón y de las Aguas y Virgen de la Misericordia.
Las procesiones de Semana Santa en esta Parroquia finalizan la tarde del Sábado Santo, con la salida de María Santísima de la Amargura y la Virgen de la Soledad.
- La Archicofradía del Inmaculado Corazón de María mantiene el culto a la Imagen coronada canónicamente, y celebra anualmente la Novena en su honor para finalizar el primer sábado del mes de octubre, mes del Rosario. También celebra en junio la Misa de su festividad litúrgica.
- La Asociación de Santa Gema Galgani celebra culto mensual a la Santa, los día 14. Además organiza un septenario que finaliza el 14 de mayo, fiesta popular de Santa Gema
- La víspera de Pentecostés finaliza el Triduo en honor a Santa María de Alarcos, cuya imagen se traslada en Romería a su Santuario en la mañana del Domingo de Pentecostés.
- El 3 de febrero se celebra la fiesta de San Blas
- A lo largo de muchos años, el 29 de junio festividad de San Pedro y San Pablo, el templo se abría a todos los ciudadanos para que pudiesen visitar a los santos, realizándose diferentes oficios y una verbena. Lo mismo ocurría para la festividad de San Antonio de Padua, el 13 de junio.